# Thérence Koudou
Thérence Ange Koudou (Livry-Gargan, Sena-Saint Denis, 13 de diciembre de 2004) es un futbolista francés. Juega de lateral derecho y su equipo actual es el KV Malinas de la Primera División de Bélgica.

## Trayectoria
Debutó como profesional con Stade de Reims en la fecha 1 de la Ligue 1 el 12 de agosto de 2023, ingresó al minuto 80 para enfrentar a Olympique de Marsella pero perdieron 2-1 en el Stade Vélodrome ante más de 63700 espectadores.
El 31 de agosto fue cedido al Pau Football Club para que tenga más rodaje como profesional. Se consolidó como titular de inmediato y fue reconocido como el jugador del mes
Tras 12 partidos jugados por liga y 2 por copa con Pau, regresó a su equipo el 24 de enero de 2024.
El 23 de julio de 2025 fue fichado por KV Malinas, estableció vínculo hasta 2029.

## Selección nacional
Ha sido internacional con la selección de fútbol de Francia en las categorías juveniles sub-16, sub-18, sub-19 y sub-20.
Fue parte del plantel de la selección francesa que jugó la Copa Mundial Sub-20 de 2023.

## Estadísticas

### Clubes
Actualizado al último partido citado el 1 de agosto de 2025.
| Club                   | Div.          | Temporada     | Liga  | Liga  | Liga   | Copas nacionales | Copas nacionales | Copas nacionales | Copas internacionales | Copas internacionales | Copas internacionales | Total | Total | Total  |
| Club                   | Div.          | Temporada     | Part. | Goles | Asist. | Part.            | Goles            | Asist.           | Part.                 | Goles                 | Asist.                | Part. | Goles | Asist. |
| ---------------------- | ------------- | ------------- | ----- | ----- | ------ | ---------------- | ---------------- | ---------------- | --------------------- | --------------------- | --------------------- | ----- | ----- | ------ |
| Stade de Reims Francia | 1.ª           | 2022-23       | 0     | 0     | 0      | -                | -                | -                | —                     | —                     | —                     | 0     | 0     | 0      |
| Stade de Reims Francia | 1.ª           | 2023-24       | 9     | 0     | 0      | -                | -                | -                | —                     | —                     | —                     | 9     | 0     | 0      |
| Stade de Reims Francia | Total club    | Total club    | 9     | 0     | 0      | 0                | 0                | 0                | 0                     | 0                     | 0                     | 9     | 0     | 0      |
| Pau F. C. Francia      | 2.ª           | 2023-24       | 12    | 0     | 0      | 2                | 1                | 0                | —                     | —                     | —                     | 14    | 1     | 0      |
| Pau F. C. Francia      | 2.ª           | 2024-25       | 31    | 2     | 5      | 2                | 0                | 0                | —                     | —                     | —                     | 33    | 2     | 5      |
| Pau F. C. Francia      | Total club    | Total club    | 43    | 2     | 5      | 4                | 1                | 0                | 0                     | 0                     | 0                     | 47    | 3     | 5      |
| KV Malinas · Bélgica   | 1.ª           | 2025-26       | 1     | 0     | 0      | -                | -                | -                | —                     | —                     | —                     | 1     | 0     | 0      |
| KV Malinas · Bélgica   | Total club    | Total club    | 1     | 0     | 0      | 0                | 0                | 0                | 0                     | 0                     | 0                     | 1     | 0     | 0      |
| Total carrera          | Total carrera | Total carrera | 53    | 2     | 5      | 4                | 1                | 0                | 0                     | 0                     | 0                     | 57    | 3     | 5      |
| 1.                     |               |               |       |       |        |                  |                  |                  |                       |                       |                       |       |       |        |

### Selección
Actualizado al último partido citado el 16 de junio de 2024.
| Selección         | Temporada         | Continental | Continental | Continental | Mundial | Mundial | Mundial | Amistosos | Amistosos | Amistosos | Total | Total | Total  |
| Selección         | Temporada         | Part.       | Goles       | Asist.      | Part.   | Goles   | Asist.  | Part.     | Goles     | Asist.    | Part. | Goles | Asist. |
| ----------------- | ----------------- | ----------- | ----------- | ----------- | ------- | ------- | ------- | --------- | --------- | --------- | ----- | ----- | ------ |
| Sub-16 Francia    | 2020              | —           | —           | —           | —       | —       | —       | 3         | 0         | 0         | 3     | 0     | 0      |
| Sub-16 Francia    | Total sel.        | 0           | 0           | 0           | 0       | 0       | 0       | 3         | 0         | 0         | 3     | 0     | 0      |
| Sub-18 Francia    | 2021              | —           | —           | —           | —       | —       | —       | 4         | 0         | 0         | 4     | 0     | 0      |
| Sub-18 Francia    | 2022              | —           | —           | —           | —       | —       | —       | 2         | 0         | 0         | 2     | 0     | 0      |
| Sub-18 Francia    | Total sel.        | 0           | 0           | 0           | 0       | 0       | 0       | 6         | 0         | 0         | 6     | 0     | 0      |
| Sub-19 Francia    | 2022-23           | 5           | 0           | 0           | —       | —       | —       | 2         | 0         | 0         | 7     | 0     | 0      |
| Sub-19 Francia    | Total sel.        | 5           | 0           | 0           | 0       | 0       | 0       | 2         | 0         | 0         | 7     | 0     | 0      |
| Sub-20 Francia    | 2023              | —           | —           | —           | 2       | 0       | 0       | 3         | 0         | 0         | 5     | 0     | 0      |
| Sub-20 Francia    | 2024              | —           | —           | —           | —       | —       | —       | 5         | 0         | 0         | 5     | 0     | 0      |
| Sub-20 Francia    | Total sel.        | 0           | 0           | 0           | 2       | 0       | 0       | 8         | 0         | 0         | 10    | 0     | 0      |
| Total selecciones | Total selecciones | 5           | 0           | 0           | 2       | 0       | 0       | 19        | 0         | 0         | 26    | 0     | 0      |
| 1. 2.             |                   |             |             |             |         |         |         |           |           |           |       |       |        |